# Heteropoda phasma
Heteropoda phasma là một loài nhện trong họ Sparassidae.
Loài này thuộc chi Heteropoda. Heteropoda phasma được Eugène Simon miêu tả năm 1897.